# Chapelle des Jésuites de Cambrai
Pour les articles homonymes, voir Chapelle des Jésuites.
La chapelle des Jésuites est une église désaffectée au culte de style baroque se trouvant sur la place du Saint-Sépulcre à Cambrai (France). Construite de 1679 à 1692, en annexe d’un collège jésuite, elle est classée comme monument historique en 1920.
La chapelle est desservie par le réseau de transports urbains de la Communauté d'agglomération de Cambrai appelé TUC, par les lignes 5 et N3 (arrêt Cathédrale), ainsi que la ligne N1 (arrêt Porte de Paris),.

## Histoire

### Première chapelle
À la demande du premier archevêque de Cambrai, Mgr Maximilien de Berghes, les jésuites arrivent dans la ville, d’abord comme prédicateurs (1561). Ils y fondent ensuite un collège, ouvert le 8 mai 1563. Étant favorablement reçus, et malgré des problèmes financiers, les jésuites construisent une petite église pour les activités pastorales et spirituelles accompagnant généralement leur enseignement. En un an (1574-1575) la chapelle de style gothique est achevée. Dédiée à Saint Michel Archange, elle est consacrée par Mgr Louis de Berlaymont le jour de Pâques 1575.
Dans l’esprit du Concile de Trente qui requiert une meilleure formation du clergé, Mgr de Berlaymont demande également aux jésuites qu’ils se chargent d’un séminaire. Par manque d’hommes, le Supérieur général refuse.

### Nouvelle église baroque

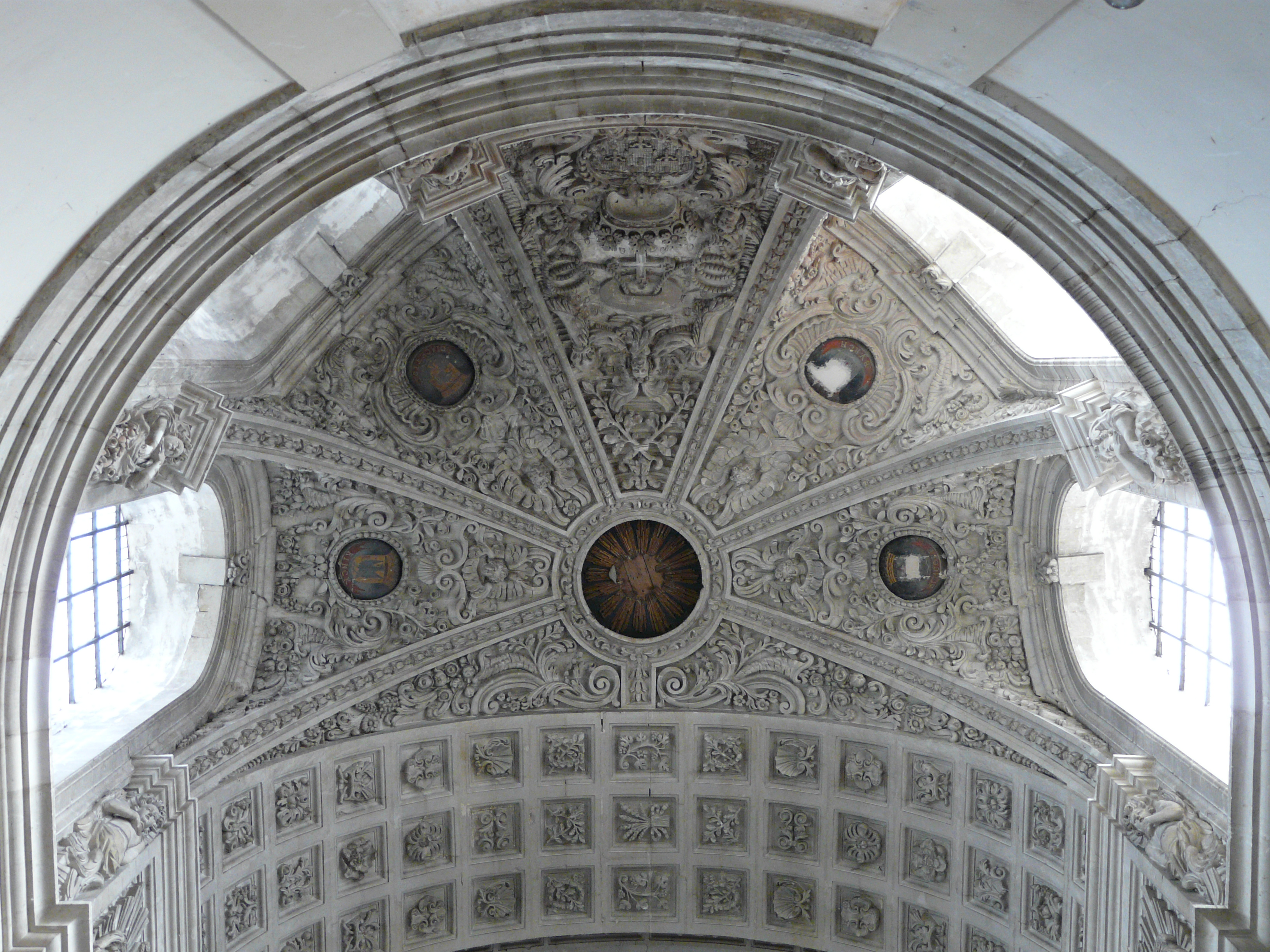
La voûte du chœur.

Un siècle plus tard, l’église est trop petite. L’archevêque van der Burch (1616-1644) avait laissé en testament une somme considérable pour le projet d’une nouvelle église. Les travaux ne commencent cependant que le 11 juin 1679, grâce au dynamisme du recteur Guillaume de Waha. L’architecte en est le frère jésuite Jean Bégrand. Les travaux sont très lents : sept ans plus tard, les fondations sortent à peine du sol. En 1692, la façade est achevée et l’église inaugurée sous le rectorat de Jean Sonius. Il faut encore deux ans pour que l’église soit vraiment terminée. Et la décoration intérieure, sculptures, peintures, autels et mobilier, occupera tout le XVIIIe siècle...

### Expulsion et période révolutionnaire
Expulsés de France par le parlement de Paris en 1761, les jésuites sont défendus cependant par le Parlement de Flandres (à Douai), qui dans un mémorandum envoyé en 1762, demande le maintien des jésuites. Il doit cependant céder et l’arrêt d’expulsion est décidé. Fin décembre 1764 l’inventaire de la chapelle est fait. Les jésuites sont expulsés des lieux le 1er avril 1765.
Le collège passe par diverses mains. Le clergé séculier s’en occupe à partir de 1766. En 1791, le corps professoral ayant refusé la constitution civile du clergé il est remplacé en bloc. L’abbé assermenté de 1791 est lui-même remplacé par un laïc en 1792. C’est la désorganisation. Les élèves et séminaristes quittent le collège ou n’y reviennent pas. Par deux fois la bibliothèque est lestée de nombre de ses livres. Le 8 août 1793 a lieu la dernière distribution des prix.
Finalement les bâtiments sont réquisitionnés pour le logement des troupes. Le tribunal révolutionnaire s’installe au collège. L’église sert d’abord de prison aux prévenus et plus tard de magasin de fourrage pour le maître des postes.

### Restauration
En 1836, Mgr Louis Belmas acquiert la propriété pour en faire le grand séminaire de son diocèse de Cambrai. Le 4 novembre 1838, l’église est reconsacrée, et ouverte à nouveau au culte.
Une nouvelle crise surgit avec la loi de séparation des Églises et de l'État, en 1905. Lors de l'expulsion du grand séminaire le 28 décembre 1906, Mgr Delamaire, coadjuteur est arrêté. Les bâtiments sont transformés en caserne. Durant la Première Guerre mondiale l’église est utilisée comme salle de cinéma... Puis, de 1918 à 1931, elle est rendue au culte catholique, alors que la cathédrale qui a fort souffert de la guerre est en chantier de reconstruction. La chapelle des Jésuites, classée en 1920 et rachetée par le diocèse en 1927, devient en 1958 un musée d'objets et art religieux.

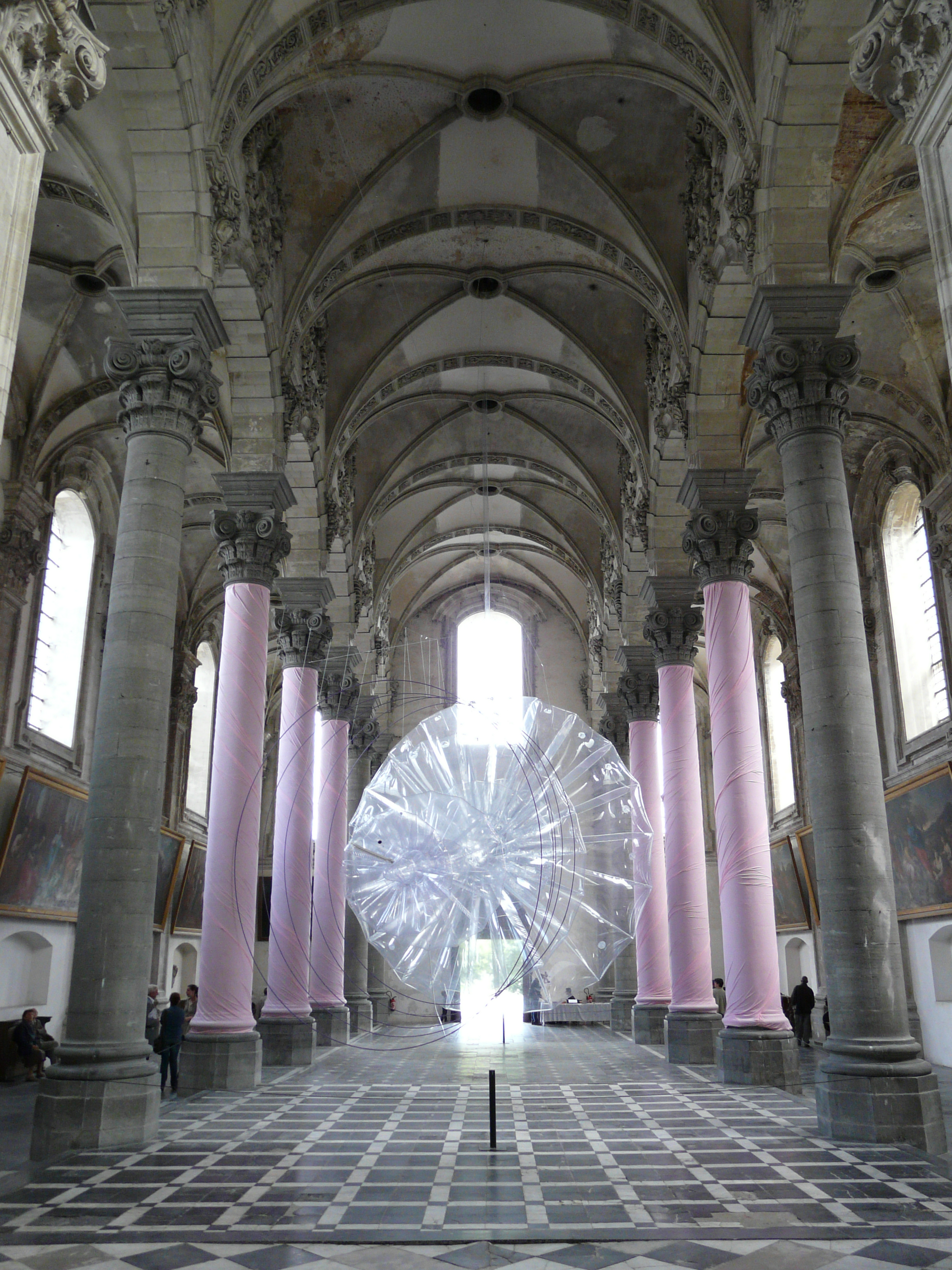
La nef, lieu d'exposition temporaire de Cocoon, de Klaus Pinter.

## Classement
La procédure de classement s'est déroulée en plusieurs phases : 
La chapelle fait l’objet d’un classement au titre des monuments historiques depuis le 30 avril 1920.
La façade (avec la toiture) fait l’objet d’une inscription au titre des monuments historiques depuis le 18 mai 1927.
La façade sur rue (et la toiture) du bâtiment de l'ancien Grand Séminaire fait l’objet d’un classement au titre des monuments historiques depuis le 8 mai 1928.
La grande salle du Tribunal Révolutionnaire fait l’objet d’un classement au titre des monuments historiques depuis le 25 août 1930.
Le mur se prolongeant sur la rue des Écoles, les façades et toitures de l'aile sud et de l'aile perpendiculaire côté rue Louis-Renard, les deux escaliers avec leurs rampes en bois et la salle du XVIIIe siècle avec son décor au rez-de-chaussée de l'aile sud, la cour intérieure et le jardin sont inscrits depuis le 22 mars 2012.

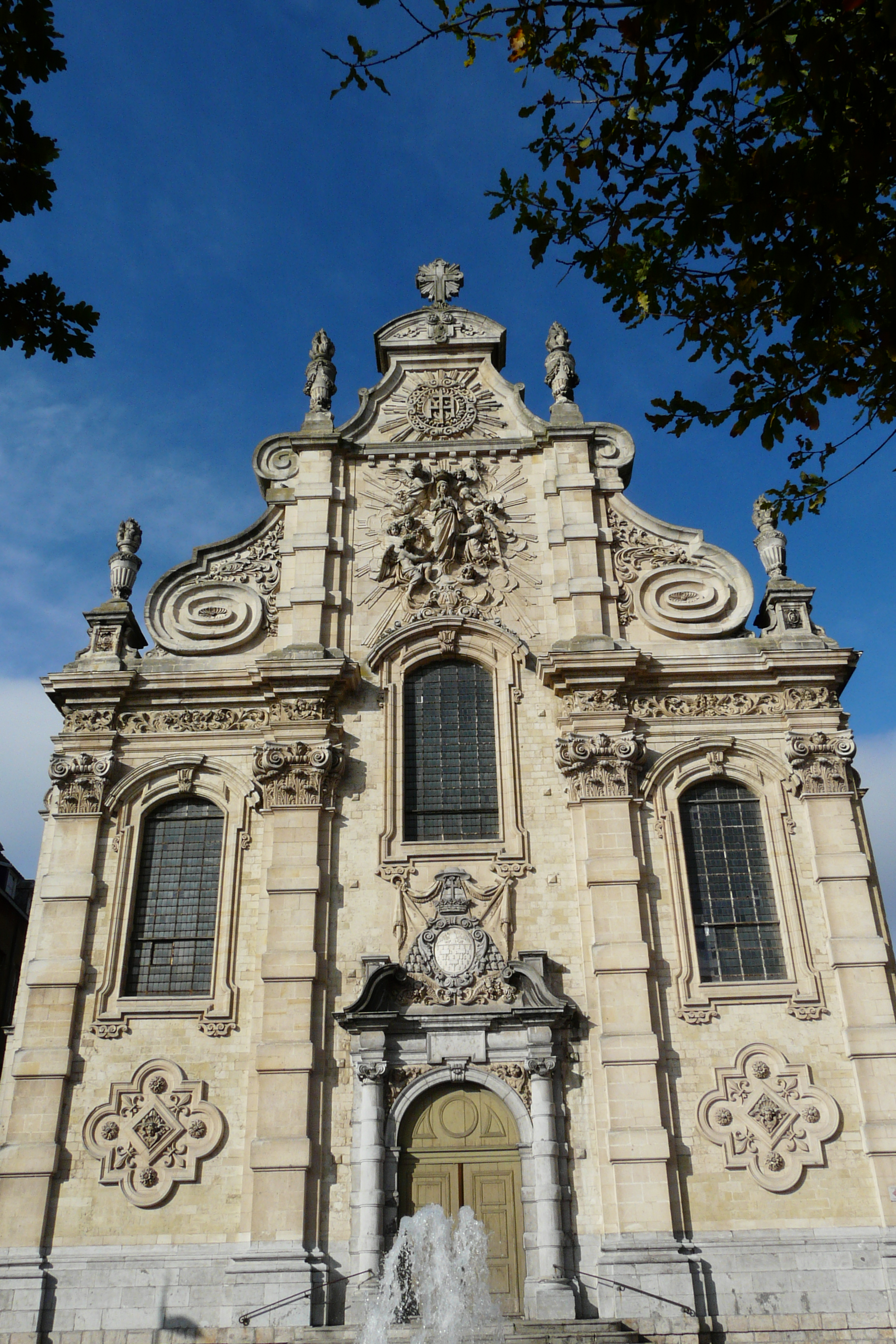
Façade de la chapelle des Jésuites ou du Grand-Séminaire.
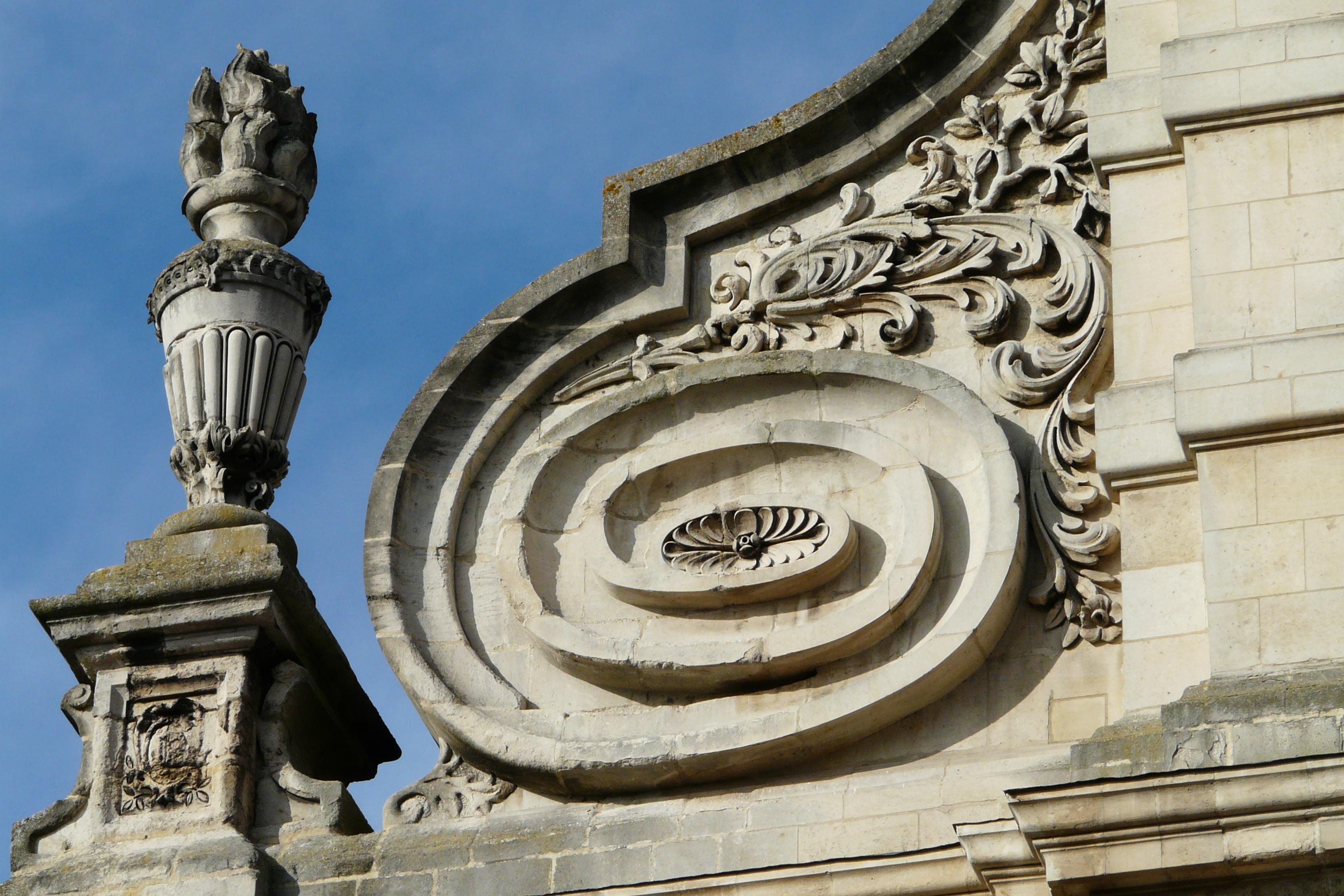
Détail de la façade.
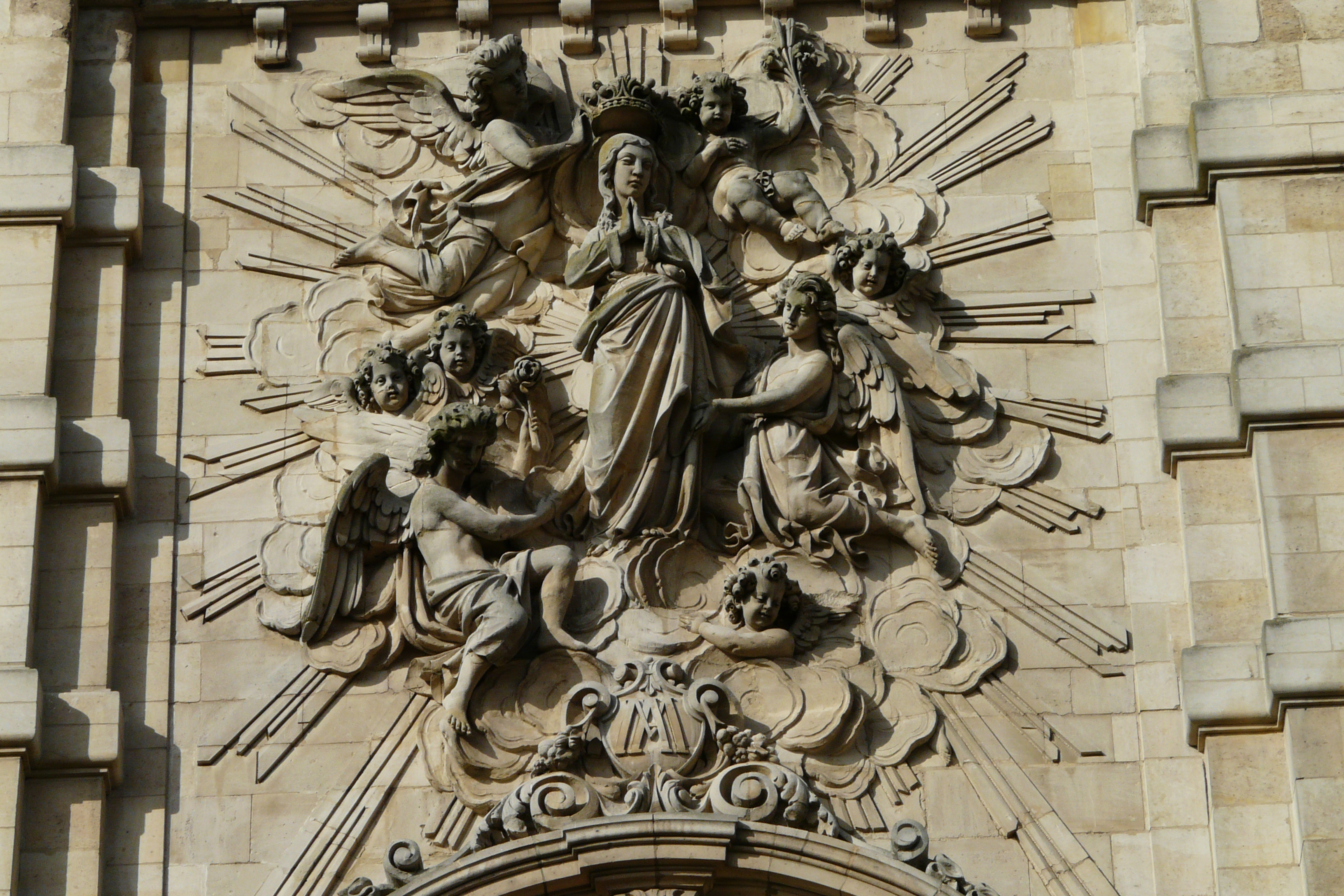
Sur la façade.: Assomption de la Vierge.

## Culture populaire et anecdotes
La chapelle des Jésuites de Cambrai sert de décor pour une bande annonce du jeu vidéo Diablo 4. Des décors temporaires ont été réalisés sur toiles pour l'occasion.